# Susan Pevensie
Susan Pevensie är en av huvudpersonerna i C.S. Lewis klassiska serie om Narnia. Hon är näst äldst i syskonskaran Pevensie. Hon har en storebror som heter Peter och två yngre syskon som heter Edmund och Lucy. Hon är med i tre av de sju Narniaböckerna. Hon nämns med namn i Resan till det yttersta havet och Den sista striden. Som drottning i Narnia blir hon kallad för Susan den godsinta. 
I filmatiseringarna av böckerna Narnia - lejonet, häxan och skåpet (2005) och Caspian, prins av Narnia (2008) spelas hennes karaktär av Anna Popplewell. Som vuxen spelas hon även av Sophie Winkleman i den förstnämnda filmen.